# Cucerdea
Cucerdea – wieś w Rumunii, w okręgu Marusza, w gminie Cucerdea. W 2011 roku liczyła 760 mieszkańców.